# GZA
Gary Grice, mais conhecido pelo seu nome artístico GZA ou The Genius, (Brooklyn, Nova York, 22 de Agosto de 1966), é um rapper americano, membro do grupo Wu-Tang Clan. GZA incorporou no Hip hop uma das habilidades mais difíceis de se utilizar, a metáfora, o álbum Liquid Swords é um exemplo disso, quando ele mistura conteúdos mafiosos e de reminiscência, GZA tornou se um dos Mc's mais respeitados no mundo do Hip hop, é um dos rappers mais criativo do gênero, no que se diz em técnicas e improviso, hoje leva o titúlo de metaforicamente o maior rapper de todos os tempos.

## Discografia

### Álbuns
- 1991 - Words from the Genius
- 1995 - Liquid Swords
- 1999 - Beneath the Surface
- 2002 - Legend of the Liquid Sword
- 2005 - GrandMasters (com DJ Muggs)
- 2007 - GrandMasters Remix Album
- 2008 - Pro Tools

### Singles e EPs
- 1991 - "Come Do Me"
- 1991 - "Come Do Me (Remix)"
- 1991 - "Words From a Genius"
- 1994 - "Pass The Bone"
- 1994 - "I Gotcha Back"
- 1995 - "Liquid Swords"/"Labels"
- 1995 - "Labels"
- 1995 - "Cold World"
- 1995 - "Cold World (Remix)"
- 1996 - "Shadowboxin'"/"4th Chamber"
- 1999 - "Breaker Breaker"/"Publicity"
- 1999 - "Beneath The Surface"
- 1999 - "Publicity"
- 1999 - "Hip Hop Fury"
- 2000 - "When The Fat Lady Sings"
- 2002 - "Fame"
- 2003 - "Knock Knock"
- 2005 - "General Principles"/"All in Together Now" (com DJ Muggs)
- 2005 - "Advance Pawns"/"Destruction of a Guard" (com DJ Muggs)